# Widia

Logo der eingetragenen Wort-Bild-Marke

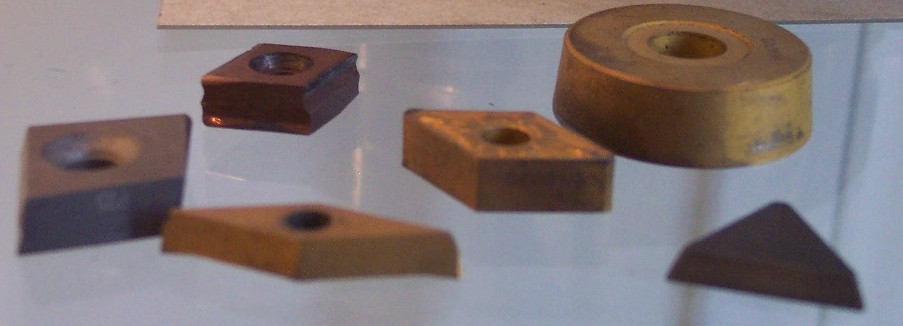
Widiaschneidplättchen für Drehmaschinen

Widia (abgeleitet von Wie Diamant) ist ein eingetragener Markenname, welcher am 25. Dezember 1925 vom Unternehmen Krupp für einen besonders harten Verbundwerkstoff (Hartmetall) eingetragen wurde. Die Markenbezeichnung avancierte zu einem Gattungsnamen für Hartmetallwerkzeuge („Widiabohrer“).
Es handelt sich um einen Sinterwerkstoff aus Wolframcarbid (Hartstoff) und Cobalt (Bindemittel), siehe auch Wolframcarbid-Kobalt-Hartmetalle. Nach Übernahme durch die amerikanische Kennametal-Gruppe gehört die Marke heute zur Firma Kennametal Widia Produktions GmbH & Co. KG.

## Werkstoff
Widia ist ein Verbundwerkstoff aus der harten Komponente Wolframcarbid und dem Bindemittel Cobalt. Wolframcarbid und Cobalt werden zu einer bestimmten Korngröße vermahlen und in Pressen zu sogenannten Grünlingen gepresst. Diese werden in Öfen gesintert, mittels diamantbewehrter Schleifscheiben geschliffen und in manchen Fällen zur Verschleißverminderung beschichtet.

## Geschichte
Die Erfindung des gesinterten Hartmetalls datiert aus dem Jahre 1926. Gegossenes Hartmetall ist unter dem Namen Stellite bereits seit 1907 bekannt. In Essen entwickelte das Unternehmen Krupp unter dem Markennamen Widia, von „(hart) wie Diamant“, den neuen Karbidwerkstoff zur industriellen Nutzung. Er wurde erstmals 1927 auf der Leipziger Frühjahrsmesse vorgestellt. Widia ist in Deutschland unter den Registernummern 705396, 470849 und 351828 und international unter den Registernummern 319416 und 231656 als Marke geschützt.

## Unternehmen

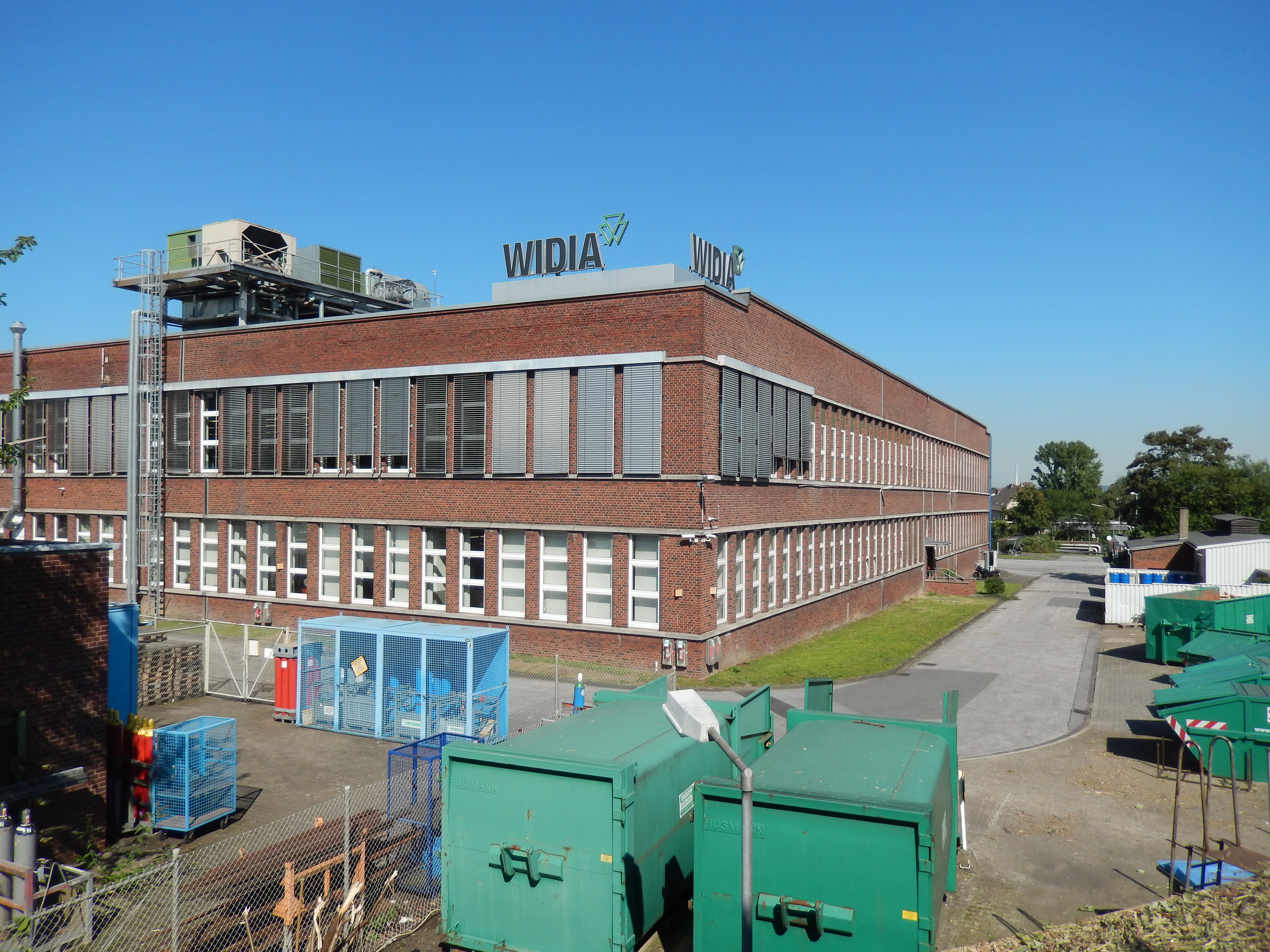
Fabrikgebäude Kennametal Widia in Essen

Die Widia GmbH wurde nach 65 Jahren im Eigentum des Unternehmens Krupp 1994 an den US-amerikanischen Werkzeugmaschinen-Hersteller Milacron verkauft. Ende 2002/Anfang 2003 wurde Widia an den Konkurrenten Kennametal aus Pennsylvania (USA) weiterverkauft, der die Widia-Gruppe in seine europäische Tochter Kennametal Hertel AG integrierte. Aktuell trägt die Widia den Namen Kennametal Widia Produktions GmbH & Co. KG. Im Juli 2019 gab der Eigentümer Kennametal bekannt, die Standorte in Essen, Lichtenau und Irwin (Pennsylvania) sowie das Logistik-Zentrum in Neunkirchen im Saarland zu schließen. Geplant ist, die Produktion in Werke im chinesischen Tianjing sowie ins US-amerikanische Solon zu verlagern. Durch Verhandlungen wurde im Januar 2020 der Erhalt des Produktions- und Logistikstandortes Essen mit einigen Einschnitten erreicht.
Zur Widia GmbH gehören mehrere Fertigungsstätten und Tochtergesellschaften, unter anderem das frühere Unternehmen Sitzmann und Heinlein im fränkischen Lichtenau, Verkaufsniederlassungen in vielen Ländern der Erde sowie Fertigungsbetriebe in Frankreich und Indien. Die Hauptverwaltung befindet sich in Fürth, der Hauptproduktionsstandort ist immer noch Essen im Ruhrgebiet. Die Fertigung liegt unmittelbar an der Autobahn A40 im Stadtteil Essen-Holsterhausen. Seit Anfang 2013 wird die Widia-Fabrik auch in der Route der Industriekultur, Themenroute Krupp und die Stadt Essen aufgeführt.
Hauptprodukte des Unternehmens sind
- Wendeschneidplatten aus Hartmetall zur Metallzerspanung, mit und ohne Beschichtung,
- die hierfür eingesetzten Trägerwerkzeuge (um die Hartmetallplatten zu verschrauben oder zu klemmen),
- neuartige Beschichtungssorten für lange Standzeiten der Werkzeuge (Zirkoniumbeschichtung – Plasma-CVD)
- spezielle Werkzeug-Anwendungen für Bohren, Fräsen und Drehen. Widia-Bohrer sind Bohrer, in deren Spitze eine Platte eines Hartmetalls aufgelötet (hartgelötet) oder eingelassen ist. Damit sind diese Bohrer auch zum Bohren in Ziegelwänden und Beton geeignet. Auch aus reinem Hartmetall werden Bohrer gefertigt, sogenannte „Vollhartmetallbohrer“. Bis Anfang der 1980er Jahre stellte Widia auch Spikes aus Hartmetall für Winterreifen her.
- In Planschneidern (Papierschneidemaschinen) werden teilweise Hartmetallmesser mit 75 bis 95 Prozent Wolframcarbidanteil eingesetzt.
- sowie Konstruktionsbauteile aus Hartmetall für die Gesteins-Bohr- und Mahltechnik und die Schneide- und Umformtechnik.